# У-ди (Северная Чжоу)
Император Северной Чжоу У-ди ((北)周武帝) (543—578), личное имя Юйвэнь Юн (宇文邕), прозвище Милоту (禰羅突), был императором Китайской/сяньбийской династии Северная Чжоу. Как и во время правления его братьев Сяо Миня и Мина, в начале его правления у власти стоял Юйвэнь Ху, но в 572 он схватил Ху и стал править сам. Он правил умело и сконцентрировался на военной мощи, он уничтожил враждебную Северная Ци в 577 и присоединил их территории. Он умер в следующем году и не смог продолжить объединение Китая, в правление его сына Сюань-ди (Юйвэнь Юня), Северная Чжоу была свергнута Ян Цзянем в 581.

## Происхождение
Юйвэнь Юн родился в 543, он четвёртый сын вэйского главнокомандующего Юйвэнь Тайя. Его мать была наложница Юйвэнь Тая Госпожа Чину. Он родился в штабе отца в провинции Тун (同州, около Вэйнань, Шэньси). Он был хорошим сыном, благочестивым и уважительным. В 554, Фэй-ди (Западная Вэй) сделал его правителем Фучэна.
Юйвэнь Тай умер 556, и весной 557, двоюродный брат Юна Юйвэнь Ху, пользуясь властью Тая, сверг Гун-ди (Западная Вэй) и привёл к власти Юйвэня Цзюэ, что стало началом Северной Чжоу. Цзюэ стал Сяо Минь-ди, но использовал альтернативный титул «Небесный Принц» (Тянь Ван). Юйвэнь Ху стал регентом, и спустя год, Юйвэнь Ху сослал и убил императора, так как думал что тот лишит его власти, и заменил его другим братом, Юйвэнь Юем, то есть Мин-ди. Мин-ди назначил Юна правителем Лу и часто советовался с ним. Юн старался не говорить много, Император заметил, «Он не часто говорит, но когда говорит, то всё правильно».
В 559, Юйвэнь Ху формально сложил с себя полномочия, Мин-ди формально стал заседать в правительстве, Юйвэнь Ху удержал за собой армию. В 560, Юйвэнь Ху, оценив способности императора, дал шеф-повару Ли Аню (李安) яд для сахарных пирожных. Мин-ди, будучи при смерти назначил Юна наследником и умер, но вся власть осталась в руках Ху.

## Начало правления
У-ди вёл себя очень тихо поначалу, дав Ху свободу в управлении, хотя подбирал себе окружение из близких ему чиновников. Он сделал Юйвэня Ху председателем не только военного, но и ещё шести министерств.
Лянский генерал Ван Линь и кандидат на трон Сяо Чжуан, были разбиты чэньцами весной 560 и он бежал в Бэй Ци, Северная Чжоу (и их вассальный лянский Хуань-ди (Западная Лян) как император) разделили земли Сяо Чжуана с Чэнь, но это привело к войне. Зимой 560, чжоуский генерал Хэжоу Дунь (賀若敦) и Дугу Шэн (獨孤盛) начали позиционную войну с чэньским Хоу Тянем (侯瑱), и отбили его атаки. В начале 561, Дугу отступил, а Хэжоу окружили. Весной 561, Хоу согласился позволить Хэжоу отойти, если он сдасться; нынешний Хунань стал чэньским. (Юйвэнь Ху уволил Хэжуня).
Также в 561, У-ди провозгласил Госпожу Чину вдовствующей императрицей.
Весной 562, решив примириться с Чэнь, многих знатных заложников из Чэнь. А Чэнь вернула город Лушань (魯山, Ухань, Хубэй) Чжоу.
Летом 562, У-ди решив, что знать не получает доходов с земли, учредил выплаты носителям титулов, в зависимости от размера поместий.
Весной 563, при посещении провинции Юань (原州, Гуюань, Нинся-Хуэйский автономный район), У-ди вернулся в Чанъань без предупреждения. Один из свиты, Хоумочэнь Чун (侯莫陳崇) правитель Ляна, предложил убить Ху. О плане стало известно и императоры пришлось публично осудить Хоумочэня, который покончил с собой, узнав что Ху с войском ищет его. Император предложил Ху, за великую доблесть принять почётный запрет на личное имя, Ху демонстративно отказался.
Весной 563, У-ди издал новый 25-главный уголовный кодекс, созданный Тоба Ди (拓拔迪), там было 25 классов наказаний.
В конце 563, был создан союз с тюрками против Бэй Ци, У-ди обещал взять в жёны дочь Ашина Цицзин, Мукан-кагана. зимой 563, армии Чжоу и Тюрок атаковали Ци. Сначала вторую столицу Цзинян (晉陽, Тайюань, Шаньси) а южная армия напала на Пинъян (平陽, Линьфэнь, Шаньси). Северная армия генерала Яна Чжуна (楊忠), была отбита из под стен генералом Дуань Шао (段韶) и отступила. Южная армия Даси У тоже отступила. Всё-таки это показывало силу Чжоу. Зиму обе стороны провили в ожидании, но война не возобновилась.
Осенью 564, из Ци вернули мать Ху госпожу Янь и сестру Ху (тётю У-ди), которые уже давно попали в плен Ци. Император упал ниц перед тётей. Зимой 564 Ху договорился с Тюрками о нападении на Лоян, но оно провалилось.
Весной 565, Император У-ди послал своего брата Юйвэнь Чуна (宇文纯) (Герцог Чэн), Юйвэнь Гуя (宇文贵) (Герцог Сюй), Доу И (窦毅) (Герцог Шэньу), и Ян Цзянь (杨荐, не путать с суйским Ян Цзянем), Герцога Наньян, чтобы приветствовать тюркскую гвардию, везущую невесту. Однако Хан не узнал Чуня и задержал его.

## Середина правления
В 566 г. не-китайские племена провинции Син (信州, восточная Чунцин) восстали под предводительством вождя Жань Линсианя (冉令賢) и Сян Учживана (向五子王) и захватили Байдичэн. Генерал Лу Тэн (陸騰) смог поссорить вождей восстания и с трудом подавил его.
В 567 г., в свете смерти императора Чэнь Вэня и наследования ему сына Фэй-ди (Династия Чэнь) в 566 г., произошла распря знати, в которой победил Чэнь Сюй. Генерал Хуа Цзяо (华皎), губернатор Сян (около современной Чанша, Хунань), был недоволен и попросил помощи Чжоу и Западной Лян. Юйвэнь Ху, при оппозиции со стороны чиновника Цуй Ю (崔猷), послал войско под командованием брата императора Юйвэнь Чжи (宇文直) Герцога Вэй на помощь Хуа и Западной Лян. Генерал Чэн У Минчэ разбил армию Чжоу, и она отступила к Цзянляну . Чэнь приобрел многие земли Чжоу, Лян и Хуа. Юйвэнь Ху снял Чжи с поста командующего и обвинил в неудачах, Юйвэнь Чжи тайно сообщил императору о своей готовности противостоять Ху. В этом же году прибыло посольство из Персии.
Весной 568 шторм разрушил ставку тюрок (туцзюэ), и Ашина Цицзинь решил, что это Небо прогневалось на несостоявшийся брак. Он вернул Юйвэня Чуна, и отправил свою дочь, которая стала супругой У-ди.
Возможно, в свете новых враждебные отношения с Чэнь, когда Северная Ци сделала мирные предложения осенью 568, Северная Чжоу приняла его, и был мир между государствами около года, до осени 569, когда брат императора Ву Юйвэнь Сиань ван Ци привели армию для осады города Северной Ци Иян (宜阳, в современной Лоян, Хэнань) — война за город продлиться год. Между тем, осенью 570, чэньский генерал Чжан Чжаода (章昭达) осадит Цзянлин, и почти возьмёт его, но соединённые силя Лян и Чжоу прогонят его.
Зимой 570 — как предупреждал генерал Чжоу Вэй Сяокуань, который посоветовал кампанию против Иян — знаменитый генерал Ци Хулю Гуан покинул Иян и занял земли севернее реки Фэньшуй (река 汾水, протекающая через современный Линьфэнь), и укрепился там. 571 прошёл в войне против Хулю, во главе чжоуской армии стоял Юйвэнь Сиань.
Кроме того, в 571 Хуа пошел в Чанъань, и по дороге встретил Юйвэня Чжи в провинции Сян (襄州, Сянфань, Хубэй), сообщив Юйвэню Чжи, о бедственном положении Западной Лян. Юйвэнь Чжи согласился и сделал предложение императору У-ди, в ответ Император дал три провинции — Цзи (基州), Пин (平州), и Жо (鄀州) (в совокупности составляют Цзинмэнь и Ичан, Хубэй) Западной Лян.
К 572 Юйвэнь Ху уже контролировали армию в течение 16 лет, а правительство почти так же долго. У-ди уже давно хотел его сбросить. Он вступил в сговор с Юйвэнем Чжи, дальним родственником Юйвэнем Шэньцзюем (宇文神举) и Юйвэнем Сяобо (宇文孝伯), и Ван Гуем (王轨) против Юйвэня Ху. Весной 572, он сделал свой ход. После аудиенции с Ху, император предложил Ху навестить императрицу-ать Чину. По дороге во дворец он сообщил Ху, что Чину злоупотребляет алкоголем и не слушает его советов. Он также дал Юйвэню Ху тексте Цзю Гао(酒诰) — антиалкогольной декларации, написанной Чэн-ван (династия Чжоу), — и сказал, чтобы он прочитал Чжиу Гао императрице. Когда они вошли во дворец Ху достал Цзю Гао и начал читать его в слух. Пока он читал У-ди подошёл сзади и ударил его нефритовым планшетом по затылку. Юйвэнь Ху упал на землю, и Юйвэнь Чжи, который скрывался неподалёку, выскочили и отрезал голову Юйвэню Ху. В тот же день были казнены сыновья, братья и сторонники Юйвэня Ху.

## Позднее правление
Юйвэнь Чжи хотел занять место Ху, но император решил править сам, а министерства раздал лояльным чиновникам. Он посмертно провозгласил своего брата Сяо Мин-ди законным императором и сделал своего сына Юйвэнь Юня вана Лу наследником. Император демонстративно боролся с роскошью, он даже разрушил слишком шикарные дворцы, и убрал многие предметы роскоши.
Кроме того, летом 572 , У-ди узнал о казни Хулю Гуана и по этому поводу объявил амнистию.
В 573 Император озаботился поведением наследного принца Юна, который гулял с безнравственными друзьями и не интересовался вопросами управления, Император повелел окружить его самыми строгими наставниками.
В начале 574 император У-ди собрал конфуцианских учёных, даосских монахов, и буддийских монахов, для философского диспута. Он присудил победу конфуцианцам, второе место даосам, третье буддистам. Впоследствии, в 574 году даосизм и буддизм были запрещены, монахи должны были платить налоги, а поклонение не зарегистрированным государством божествам расценивалось как преступление. (Это стало известно как второе из Три бедствия У — три основных гонения на буддизм в Китае.)
Весной 574 императрица-мать Чину умерла. У-ди месяц находился в трауре и только ел мало риса.
Осенью 574, в то время император У был в Юньяне (云阳, Саньян, Шэньси), Юйвэнь Чжи, восстал в Чанъани, заявив, что он заслужил большего. Чиновник Ючи Юнь (尉迟运), и принц Юнь победили Чжи и вскоре его поймали и казнили.
Полагая, что Северная Ци не страшна без Хулю и ослабла в войне с Чэнь в 573 (захват провинций между Янцзы и Хуайхэ), в 575 Император У-ди серьёзно рассматривает вопрос о крупной кампании против Северной Ци. Он советовался только с Юйвэнь Сианем, Ван И (王谊), Ю И (于翼). В 575 он решился атаковать Лоян, но через 20 дней заболел и отступил.
Весной 576 по приказу У-ди наследник Юнь начал кампанию против Тогона — кампанию, которая оказалось довольно успешной. Кампания, однако, поссорила У-ди с сыном, так Ван Гуй, который был лейтенантом при принце (наряду с Юйвэнь Сяобо), донёс об аморальных действиях принца и его друзей Чжэн И (郑译) и Ван Дуань (王端). У-ди лично выпорол сына и его друзей и выгнал их из дворца. (Принц друзей не бросил). У-ди установил контроль за сыном и наказывал его по малейшему поводу, лишал пищи и вина. Принц научился симулировать благопристойное поведение, когда за ним следили.
Зимой 576 Император У вновь напал Северная Ци — теперь он атаковал Пинян. Он сумел захватить Пинян быстро, до сбора армии Ци. У-ди не хотел сражаться с армией Гао Вэй императора Ци, но оставил генерала Лян Шияна (梁士彦), защищать Пинъян. Гао Вэй решил отбить Пинян и почти сделал это, как подоспел У-ди с реорганизованными силами. В начале 577, он прибыл к Пиняну. Началась батва двух императоров и Гао Вэй запаниковал, когда его любимая наложница покинула лагерь. Фэн Сяолян бежала, думая что армия Ци разбита, а испуганный Гао Вэй бежал за ей, армия Ци была разгромлена. Вэй Гао бежал в Цзиньян, У-ди бросился за ним. Не имея больше воли для борьбы с императором У-ди, Гао Вэй бежал обратно в столицу Северной Ци Ечэн, оставив двоюродного брата Гао Яньцзуна отвечать за Цзиньян. Гао Яньцзун начал контратаку, У-ди чуть не погиб. Однако, после победы, армия Гао праздновала так, что вернувшийся У-ди захватил город и направился к Ечэну.
Гао Вэй отдал трон сыну и бежал на юго-восток, возможно в Чэнь. Весной 577, Император У-ди вошёл Ечэн. Чиновник Гао Анагун раскрыл ему сведения о бегстве Гао Вэя и его поймали. У-ди ласково принял Гао Вэй и сделал его князем Вэнь. Гао Цзе (дядя Вэй) (高湝) и двоюродный брат Гао Сяохэн (高孝珩), державшиеся в Синду (信都, Хэншуй, Хэбэй), были схвачены. Гао Шаои бежал к Тобо Хану, правителю Тюрок. Правитель Ин (营州, Чжаоян, Ляонин), Гао Баонин (高宝宁), сдался и вся Ци оказалась под контролем Чжоу.
Летом 577 У-ди вместе с Гао приехал в Чанъань. Зимой 577, обвинил Гао в сговоре с чиновником Му Типо и приказал всему клану Гао убить себя.
В 578 чэньцы напали на Пэнчэн, но Ван Гуй отбил их.
Летом 578, У-ди сражался на двух фронтах: с Тюрками на севере и Чэнь на юге. Он заболел и остановился в Юньяне, война с тюрками замирла. Он поручил важные вопросы Юйвэнь Сяобо, и он вскоре умер, всего лишь в 35 лет. Наследный принц Юнь наследовал ему (Сюань-ди (Северная Чжоу)) но правил неудачно. В 581 военный переворот Ян Цзяня покончил с Чжоу.

## Эры правления
- Баодин (保定 bǎo dìng) 561—565
- Тяньхэ (天和 tiān hé) 566—572
- Цзяньдэ (建德 jiàn dé) 572—578
- Сюаньчжэн (宣政 xuān zhèng) 578

## Личная Информация
- Отец
  - Юйвэнь Тай, посмертно Вэнь-ди
- Мать
  - Чину, наложница Юйвэнь Тая
- Жена
  - Императрица Ашина (с 568), дочь тюркского правителя Мукан-кагана.
- Наложницы
  - Наложница Ли Эцзы, мать Юня и Цзаня.
  - Наложница Шэхань, мать принцесс Чжи и Юнь
  - Наложница Фэн, мать Чона
  - Наложница Сюэ, мать Дуя
  - Наложница Чжэн, мать Яна
- Дети
  - Юйвэнь Юнь (宇文贇) (не путать с братом), с 561 князь Лу, Император
  - Юйвэнь Цзань (宇文贊), ханьский ван, (с 574, казнён Суй Вэнь-ди в 581)
  - Юйвэнь Чжи (宇文贄), циньский ван, (с 574, казнён Суй Вэнь-ди в 581)
  - Юйвэнь Юнь (宇文允) (не путать с братом), цаоский ван (с 574, казнён Суй Вэнь-ди в 581)
  - Юйвэнь Чун (宇文充), даоский ван (с 577, казнён Суй Вэнь-ди в 581)
  - Юйвэнь Дуй (宇文兌), цайский ван (с 577, казнён Суй Вэнь-ди в 581)
  - Юйвэнь Юань (宇文元), цзинский ван (с 578, казнён Суй Вэнь-ди в 581)